# Каверин, Павел Никитич
Павел Никитич Каверин (3 января 1763 — 4 февраля 1853) — московский обер-полицмейстер (1797—1798), калужский и смоленский гражданский губернатор (1811—1816), сенатор, тайный советник..

## Биография
Сын поручика Никиты Васильевича Каверина и Прасковьи Даниловой, сестры изобретателя и мемуариста М. В. Данилова. 1 января 1770 года был записан солдатом в гвардию. 14 июля 1795 года произведён в полковники и назначен в Москву полицмейстером. Незадолго до того удачно женился на Анне Петровне Корсаковой, которая состояла в родстве с московским губернатором Архаровым. А. М. Тургенев оставил об этом браке следующий отзыв:

Редкой красоты девица, отлично образованная, одаренная талантами, с большим умом и с большою неопытностью. Отец её, Корсаков, не щадил ничего, платил большие деньги за учение Анны Петровны. Она все переняла, казалась прелестным ангелом и, действительно, была ангелом по врожденному её расположению к добру, но ей не было дано правил нравственности, и от кого было ей получить сии наставления: она была сирота, она не знала матери своей. Майор Каверин был благосклонно принят в доме Архаровых. Хитрый, ловкий, пригожий Каверин скоро в доме Архарова понравился, все его полюбили, он сделался душою общества, без него было скучно! Невинная, неопытная, но прекрасная, как ангел, Анна Петровна скоро сделалась жертвою, попала, как молодой чижик, в расставленный силок, и её выдали замуж за Каверина. Её большое приданое позволило мужу зажить, как говорят, барином! Но не долго; прошло не более года после бракосочетания — всё имение было уже почти промотано.
31 марта 1797 года император Павел I назначил Каверина московским обер-полицеймейстером и произвёл в статские советники, 29 декабря того же года — в действительные статские советники, а 9 декабря 1798 года отдал приказ о причислении его к Герольдии, «впредь до определения к другим делам». В 1810 году он был назначен управляющим московским отделением Государственного ассигнационного банка, 11 марта 1811 года пожалован в тайные советники.
С 19 января 1811 года — калужский губернатор. По изгнании неприятеля он, сохраняя должность калужского губернатора, 29 июля был назначен сенатором, а позднее — губернатором в смоленскую губернию, с особыми полномочиями и в течение двух лет устраивал этот разоренный неприятелем край. 31 марта 1813 года вместе с сенаторами Модерахом и Болотниковым он был назначен в комиссию для разбора дел о лицах, находившихся в службе у французов. 31 июля 1827 года уволен в отставку.
В последние годы жил в приграничном городе Радзивилов у сына Петра, в прошлом приятеля А.Пушкина. Здесь и был похоронен в кладбищенской церкви св. Павла Фивейского. Его вдова, Авдотья Сергеевна, и построила над его могилой эту церковь. Внутри церкви на медных таблицах были начертаны две надписи. На первой было написано: «В храме сем покоится прах Тайного Советника Сенатора и Кавалера Каверина. Храм сей воздвигнут иждивением вдовы Покойника Авдотьею Сергеевною Кавериной, урожденной Богдановой». На другой: «Таблица достопамятных дней жизни в храме сем в Бозе почивающего Павла Никитича, Тайного Советника, Сенатора и Кавалера Каверина, а именно: день рождения его 3 Января, — тезоименитства — 15 Января, — представление его от временной жизни к вечной — 4 февраля. Всех лет жития сего достопамятного мужа было девяносто».

## Семья
Был дважды женат:

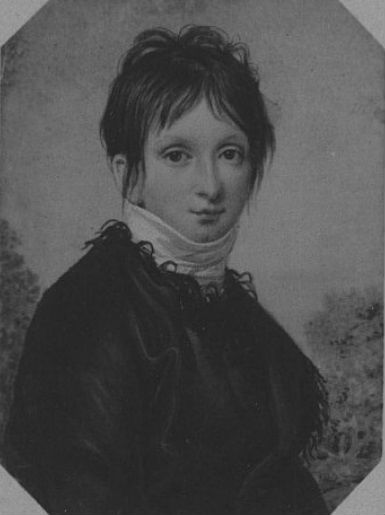
Анна Петровна, жена

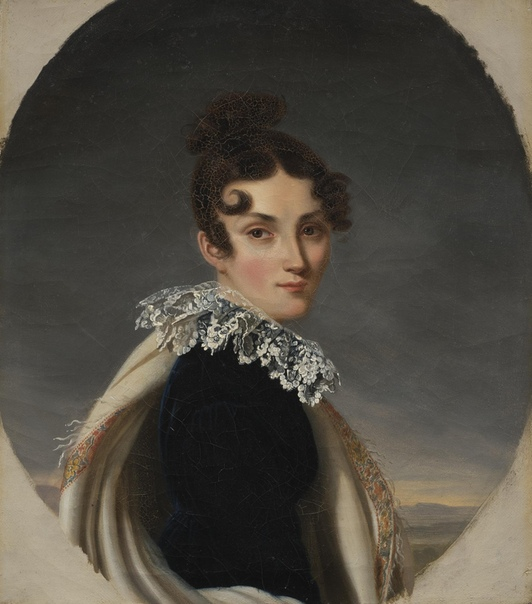
Мария Олсуфьева, дочь

1. жена Анна Петровна Корсакова (1770-е — 09.04.1808), побочная дочь Петра Александровича Римского-Корсакова, воспитывалась в семье тетки Е. А. Архаровой. Умерла сравнительно молодой от чахотки. Согласно дневнику дочери, была похоронена на кладбище Новодевичьего монастыря. В браке имела 2 сыновей и 4 дочерей, положение которых было незавидным. Мот-отец проиграл состояние в карты, оставив дочерей без приданого. Трём младшим дочерям его, до выхода их замуж, помогал богатый зять Малышев.
  - Пётр (1794—1855), подполковник, масон и член Союза благоденствия.
  - Елена (1796—1820), отличались замечательной красотой, неаполитанская знакомая Батюшкова, который «любил её и уважал». Была замужем за надворным советником Иваном Захаровичем Малышевым (1789—1830). Так же как и мать, страдала чахоткой. Муж её в течение двух лет перевозил её из одной европейской столицы в другую, где она лечилась. Умерла через несколько месяцев после смерти дочери Марии (09.11.1814[6]—1820; Неаполь) в Париже. Сначала была похоронена на кладбище Пер-Лашез, затем прах её был перевезен в Москву, в Новодевичий монастырь.
  - Мария (1798—1819), с 1816 года замужем за А. Д. Олсуфьевым (1790—1853), умерла от чахотки.
  - Елизавета (1800—1860), с 1821 года замужем за Михаилом Андреевичем Щербининым (1798—1841). Овдовев, оказалась в довольно стесненном материальном положение и получила, благодаря связям, место начальницы Полтавского института благородных девиц.
  - Анна (01.11.1801[7]—1854), крестница графа И. П. Салтыков и его дочери Екатерины. Лицом была красивее всех сестер, но отличалась невыносимым по ревнивой мнительности характером и ссорилась со всей семьей. В неё был влюблен В. Д. Олсуфьев, но в виду свойства, брак между ними состояться не мог. Позже за ней ухаживал немолодой уже И. Н. Скобелев, посвятивший ей свое «Прощание со штыком». Умерла незамужней в усадьбе Елизаветполь Харьковского уезда.
  - Владимир (ум. в млад.)
  - Алексей (1806—1856), полковник.
2. жена с 1817 года Авдотья Сергеевна Богданова, внучка по матери сибирского губернатора Д. И. Чичерина; по словам современницы, «сенатор Каверин, отыскал себе невесту в Калужской губернии, старую, некрасивую деву, но у которой 4 000 душ, что очень ему кстати, не имевшего ни гроша. Каверин давно был бы в богадельне, если бы ему не помогал его зять Малышев»[8]. Брак, заключенный по расчету, через несколько лет фактически распался. Вторую жену утомили измены, кутежи и бесконечные долги Каверина, она с ним разошлась и он остался при одной пенсии.

## Награды
- Награждён орденами Российской империи, в числе которых орден Св. Владимира 4 степени «за многие труды… которые Каверин исполнял с похвальным радением и точностью».